# ボニー・ガドゥセク
ボニー・ガドゥセク（Bonnie Gadusek, 1963年9月11日 - ）は、アメリカ・ペンシルベニア州ピッツバーグ出身の元女子プロテニス選手。体操競技の練習中に段違い平行棒から転落し、首を骨折する大けがを乗り越えて、プロテニス選手に転向し、1985年にシングルス自己最高ランキング「8位」まで到達した選手である。WTAツアーでシングルス5勝、ダブルス3勝を挙げた。
ガドゥセクは体操競技選手を志望し、幼少時代はバレエも習っていたが、13歳の時に段違い平行棒から転落し、首を骨折する大けがをした。全治6ヵ月を要したけがのため、医師から「もう体操競技はできない」と告げられた後、姉妹からテニスのラケットをもらい、そこからテニスに転向する。彼女は50人のテニスコーチに、体操競技のけがのことを述べて「私にテニスを教えてください」という趣旨の手紙を書いたが、それを受け入れたのがハリー・ホップマンだった。ホップマンは彼のテニスキャンプで、ガドゥセクに無償でテニスを教えた。初めてのテニス・トーナメントに出場した時、ガドゥセクはまだ首回りにギプスをつけていたという。そのような逆境を乗り越えて、彼女は1981年全仏オープンのジュニア女子シングルスで優勝し、この年からプロテニス選手になった。
プロ転向の翌年、ガドゥセクは1982年全米オープンで初のベスト8に入り、第2シードのクリス・エバート・ロイドから第1セットを奪う健闘を見せたが、この試合では 6-4, 1-6, 0-6 で敗れた。1984年1月末に「マルコ・アイランド」大会で女子ツアー大会のシングルス初優勝を果たす。彼女の全盛期は1985年に訪れ、この年に女子ツアー大会でシングルス4勝を挙げ、そのうち2大会で単複2冠を獲得した。1985年末に日本を訪れ、第2回「東レ パン・パシフィック・オープン・テニストーナメント」で準優勝したこともある。第4シードのガドゥセクは、決勝でマニュエラ・マリーバに 6-7, 6-3, 5-7 で敗れた。このトーナメントが、彼女の最後のツアー決勝戦になる。1984年から1985年にかけて、彼女は女子テニスの世界ランキングトップ10位以内に名前を連ねた。
1986年全米オープンで、ボニー・ガドゥセクは4年ぶり2度目の準々決勝に勝ち進み、第3シードのシュテフィ・グラフに 3-6, 1-6 で敗れた。この全米準々決勝が、彼女の最後の活躍になる。テニスに転向したいきさつである体操競技のけがの後遺症に加えて、1984年に患った低血糖症などもあり、彼女の体力は短期間で低下していった。1987年に24歳で現役を引退した後は、パーキンソン病のための国際広報活動など、難病を患う人々のためのボランティア活動を精力的に行っている。